# 氧化态
氧化态（英文：Oxidation State）表示一个化合物中某个原子的氧化程度。形式氧化态是通过假设所有异核化学键都为100%离子键而算出来的。氧化态用阿拉伯数字表示，可以为正数、负数或是零。
氧化态的升高称为氧化，降低则称为还原。这两个过程涉及电子的形式转移，即总体上看，还原是获得电子的过程，而氧化是失去电子的过程。
IUPAC对氧化态的定义为：
“氧化态：一种化学物质中某个原子氧化程度的量度。根据以下公认的规则可计算该原子的电荷：
1. 单质的氧化态为零；
2. 对于单原子离子，该原子的氧化态与离子的净电荷相等；
3. 大多数化合物中，氢的氧化态为+1，氧的氧化态为-2（例外有：活泼金属氢化物中，氢的氧化态为-1；过氧化物中，氧的氧化态为-1）；
4. 中性分子中，各原子氧化态的代数和为零；离子中，各原子氧化态代数和与离子的电荷相等。例如，H2S，S8 （单质硫），SO2，SO3 和 H2SO4 中，硫原子的氧化态分别为：-2，0，+4，+6 和 +6。某原子的氧化态越高，其氧化程度越高；某原子的氧化态越低，其还原程度越高。”

## 形式氧化态的计算
有两种方法可以计算化合物中某原子的氧化态。第一种方法适用于容易画出路易斯结构的分子，通常情况下为有机分子；而第二种方法不需要路易斯结构，也不必为分子，适用于较简单的化合物。
需要注意的是，一个原子的氧化态并不等于这个原子的实际电荷。尤其对于高氧化态的原子而言，其生成高价阳离子的电离能可能要比化学反应中实际的能量高出很多。原子之间氧化态的分配纯粹是形式上的。这种方法有助于理解化学反应的机理。

### 从路易斯结构计算
当一个分子的路易斯结构可以被画出来时，很明显氧化态可通过比较中性原子的价电子数和路易斯结构中该原子所拥有的电子数来计算。为了计算，异核化学键的成键电子归属于电负性较强的原子；同核化学键的成键电子在两个原子间平等分配；而孤对电子则归属于其相应含有孤对电子的原子。
例如，对于乙酸：
由于碳电负性高于氢，因此甲基中的碳原子可以从三个氢原子“得到”6个价电子。同理，由于是同核化学键，因而这个碳原子在 C-C 键中获得1个价电子。加上前面的6个则总共有7个价电子。中性碳原子有4个价电子（碳位于第4族），因此甲基碳的氧化态为 4 - 7 = -3（C3−），当然这是在假设所有键都是离子键的前提下得出的。
使用相同的规则可以得出，羧基中碳原子的氧化态为+3。具体过程为：C-C 键中碳原子分得一个价电子；C=O 键和 C-O 键中，由于氧电负性大于碳，因此所有的成键电子都归属于氧。中性碳原子的4个价电子减去1个价电子即得到+3氧化态。而所有氧原子的氧化态则为-2（6-[(4+4)+2]），所有氢原子的氧化态都为+1。
氧化态可被用于氧化还原反应方程式的配平，因为氧化反应和还原反应中电子转移是相等的。例如：在托伦试剂（银氨溶液）氧化乙醛为乙酸的反应中，羰基碳原子的氧化态由+1变为+3，而银原子的氧化态则由+1变为0。因此配平时需要2mol的银离子：

### 不用路易斯结构计算
- 中性分子中各原子氧化态的代数和必须为零，而离子中各原子氧化态的代数和与离子电荷相等。
- 一些元素具有特定的氧化态。

以上两点可用来计算较简单的化合物中各原子的氧化态。相应的规则有：
- 氟在其所有的化合物中都呈现-1氧化态，因为其电负性在所有元素中是最强的。
- 當氟以外的鹵素與氧、氮、或其他氟以外的鹵素结合時，其氧化態為-1。例如，在溴化氯（或氯化溴）（BrCl）中，氯的氧化態為-1。然而，一氟化氯（ClF）中的氯的氧化態，根據上一條規則，由於氟电负性在所有元素中是最强的，因此氟要優先決定，則氯的氧化態為+1。
- 除非与更加电正性的元素如钠、硼和铝相连，氢总是呈现+1氧化态。呈-1氧化态的例子有 NaH、LiAlH4 和 NaBH4 等。
- 氧一般为-2氧化态，除了过氧化物中为-1，超氧化物中为-1/2，臭氧化物中为-1/3，OF2 中为+2，O2F2 中为+1。
- 碱金属几乎任何时候都为+1氧化态，例外是碱化物。
- 碱土金属在多数情况下都为+2氧化态。

例如：根据以上规则，在 Cr(OH)3 中，氧为-2氧化态，氢为+1，因此三个氢氧根的氧化态和为-3。因而 Cr 的氧化态为+3。

## 具有多氧化态的元素
大多数元素都具有可变的氧化态，例如碳可有九种：
1. –4: CH4
2. –3: C2H6
3. –2: CH3F
4. –1: C2H2
5. 0: CH2F2
6. +1: C2H2F4
7. +2: CHF3
8. +3: C2F6
9. +4: CF4

氧有八种氧化态：
1. -2 多数氧化物中，如 ZnO，CO2，H2O
2. -1 所有过氧化物中
3. -1/2 超氧化物中，如 KO2
4. -1/3 臭氧化物中，如 NH4O3
5. 0 单质氧气中 O2
6. +1/2 二氧基盐中，如 O2PtF6
7. +1 O2F2 中
8. +2 OF2 中

### 分数氧化态
从路易斯结构求得的形式氧化态总是整数，但不从路易斯结构求时，为了表示化合物中几个原子的平均氧化态，有可能得到某原子的分数氧化态。例如 KO2 中，两个氧原子的氧化态则分别为0和-1，而氧原子的平均氧化态为分数（-1/2）。在有些情况中，由于共振，几个原子可能是等同的。这种情况下一个路易斯结构式无法表示其真实结构，必须要用多个结构来表示。

## 氧化数
氧化态和氧化数常常不加区分地使用，但在配位化学中，两者是有区别的。计算氧化数时，不考虑电负性差异，认为成配位键的电子为配体占有。此外，氧化数用罗马数字表示，但氧化态用阿拉伯数字表示。

## 历史
1938年，W. M. Latimer 首先引入了氧化态的概念。氧化则是由拉瓦锡提出的：他认为氧化是元素与氧化合的过程，产物是任何含氧的盐类。